# Narcissus cavanillesii
Narcissus cavanillesii es una especie de planta bulbosa perteneciente a la familia de las amarilidáceas y el único miembro de la sección Tapeinanthus dentro del género Narcissus. Es originaria del sur de la península ibérica y Norte de África.

## Descripción
Es una planta bulbosa con flores amarillas que se producen en otoño. La corona está casi completamente ausente, por lo que durante mucho tiempo a esta especie se le asignó a un género diferente. Crece en España y Marruecos.

## Taxonomía
Narcissus cavanillesii fue descrita por Barra & G.López y publicado en Anales del Jardín Botánico de Madrid 41: 202, en el año 1984.
Citología
Número de cromosomas de Narcissus cavanillesii (Fam. Amaryllidaceae) y táxones infraespecíficos = Narcissus humilis (Cav.) Traub: 2n=28
Etimología
Narcissus nombre genérico que hace referencia  del joven narcisista de la mitología griega Νάρκισσος (Narkissos) hijo del dios río Cephissus y de la ninfa Leiriope; que se distinguía por su belleza. 
El nombre deriva de la palabra griega: ναρκὰο, narkào (= narcótico) y se refiere al olor penetrante y embriagante de las flores de algunas especies (algunos sostienen que la palabra deriva de la palabra persa نرگس y que se pronuncia Nargis, que indica que esta planta es embriagadora). 
cavanillesii: epíteto otorgado en honor del botánico español Antonio José de Cavanilles.
Sinonimia
- Amaryllis exigua Schousb.
- Braxireon humile (Cav.) Raf.
- Carregnoa humilis (Cav.) J.Gay
- Carregnoa lutea Boiss.
- Gymnoterpe humile (Cav.) Salisb.
- Lapiedra gracilis Baker
- Narcissus humilis (Cav.) Traub
- Oporanthus exiguus (Schousb.) Herb.
- Pancratium humile Cav.
- Sternbergia exigua (Schousb.) Ker Gawl. ex Schult. & Schult.f.
- Tapeinaegle humilis (Cav.) Herb.
- Tapeinanthus humilis (Cav.) Herb.[4]